# Visual SINTAC
Visual SINTAC fue el primer parser español de desarrollo visual de juegos tipo aventura conversacional para Windows.
Su autor, Javier San José ("JSJ") publicó su primera versión en junio de 1999.
La siguiente es una lista (incompleta) de características de Visual SINTAC:
- Entorno de desarrollo totalmente visual.
- Diseñador de mapas.
- Lenguaje de programación similar al BASIC.
- Completo tratamiento de objetos y PSIs.
- Características multimedia, soporte de gráfico BMP, JPEG, sonido WAV, MOD, S3M, IT.

El lenguaje de programación soporta características como:
- Bucles FOR...NEXT, WHILE...LOOP.
- Sentencias IF...ELSE...ENDIF.
- Estructuras SELECT CASE...ENDSELECT.
- Procedimientos con paso y devolución de parámetros.
- Declaración de variables locales y globales.

El proyecto fue cancelado, después de 2 revisiones, por su autor debido al poco interés que despertó inicialmente y en favor del auge de otros parsers que salieron por la misma época.
Actualmente, y a pesar del esfuerzo de dos personas, Morgul y Uto, que intentaron solucionar parte de los fallos que el sistema tenía tras el abandono del proyecto por su autor original, puede considerarse que la base de usuarios de este parser es nula.